# Burg Landsehr
Die Burg Landsehr ist eine abgegangene Spornburg auf 200 m ü. NN bei Obrigheim am Neckar. 

## Lage
Die Anlage, von der heute nur noch Wälle und Gräben zeugen, befand sich etwa anderthalb Kilometer südlich des Ortskerns von Obrigheim tief auf dem Sporn des Karlsberges im spitzen Mündungswinkel des Luttenbachs in den Neckar. Etwa 500 Meter nördlich liegt das Schloss Neuburg. 

## Geschichte
Die Burg wurde vermutlich im Jahre 1289 oder zu Beginn des Jahres 1290 errichtet. Am 25. März 1290 erstattet Raban von Helmstatt dem Vitzum des Pfalzgrafen bei Rhein Rechenschaft über Ausgaben, die er im Zusammenhang mit der Errichtung und Ausrüstung einer Burganlage bei Obrigheim getätigt hatte. Offenbar waren ihm dafür zuvor Mittel vom rheinischen Pfalzgrafen bereitgestellt worden. Mit dem Bau der Anlage unweit der Stelle, an der eine wichtige Fernstraße den Neckar überquerte, konnte die Kurpfalz, die bis dahin nur über ein relativ kleines Territorium an der Neckarmündung verfügte, einen strategisch wichtigen Stützpunkt im sogenannten Reichsland um Wimpfen schaffen. Drei Jahre später wurde die Anlage mit einem Burgmannen besetzt.
1329 wurde die Burg dann im sogenannten Hausvertrag von Pavia unter den pfälzischen Burgen aufgeführt, wobei erstmals der Name Landsehr erscheint. Auch im pfälzischen Landesteilungsvertrag von 1338 wurde die Burg erwähnt. Nachdem die rheinischen Pfalzgrafen im Laufe des 14. Jahrhunderts Stück für Stück weitere Rechte in Obrigheim und an der dortigen Burg erworben und ihren Territorialausbau auch in der Umgebung fortgesetzt hatten, gaben sie die Anlage auf dem Karlsberg vermutlich bereits in der Mitte des 14. Jahrhunderts wieder auf.

## Beschreibung
Ein breiter und tiefer Graben trennt einen Hügel vom Berghang über dem Neckar ab. Dort befand sich vermutlich ein Wohnturm. Nach Süden und Osten schloss sich eine Art Vorburg an, deren Areal heute noch durch zwei parallel laufende Wälle erkennbar ist. Möglicherweise war dieser Teil der Burg nur durch Palisaden gesichert. Das Gelände liegt 60 bis 70 Meter oberhalb des Neckars.